# Parcul Național Ojcowski
Parcul Național Ojcowski (în poloneză: Ojcowski Park Narodowy) este o arie protejată de interes național ce corespunde categoriei a II-a IUCN (parc național) situat în Polonia, pe teritoriul administrativ al voievodatului Polonia Mică.

## Localizare
Aria naturală se află în suprafața teritorială sudică a țării, în nord-vestul voievodatului Polonia Mică, la nord de Cracovia.

## Descriere
Parcu Național Ojcowski întins pe o suprafață de 21,46 km2 (cel mai mic parc național din Polonia) a fost înființat în anul 1956 și reprezintă o zonă montană cu o mare varietate de forme reliefale (canioane, stâncării, abrupturi calcaroase, doline, văii, peșteri), păduri și pajiști. 
Relieful carstic conferă locului un pitoresc aparte.

## Floră și faună
Aria naturală adăpostește o mare varietate de floră, astfel vegetația este constituită din specii arboricole și ierburi rare, printre care: mărgică (Melica transsilvanica), omag (cu specii de Aconitum gracile și Aconitum moldavicum), crăpușnic (Cirisum pannonicum), șopârliță de munte (Veronica montana) sau colilie (Stypa montana).
Fauna este reprezentată de mai multe specii de mamifere (vulpe, jder, specii rare de lilieci), păsări, reptile și insecte.